# Paramartyria anmashana
Paramartyria anmashana là một loài bướm đêm thuộc họ Micropterigidae. Nó được Hashimoto miêu tả năm 2000. Loài này có ở Đài Loan.
Chiều dài cánh trước là 4.3-4.9 mm đối với con đực và 4.2 mm đối với con cái.